# Język duano
Język duano, także: desin dolak, orang kuala – język austronezyjski używany w Indonezji, w rejonie nadbrzeżnym prowincji Riau i Jambi, oraz na wybrzeżu malezyjskiego stanu Johor.
Posługuje się nim 17,5 tys. osób. Jest rodzimym językiem ludu Orang Kuala (zwanego również Desin Dola’). Jest znacznie zróżnicowany dialektalnie.
Należy do grupy języków malajskich, w klasyfikacji Ethnologue stanowi część tzw. makrojęzyka malajskiego. Jest znacząco odrębny od pozostałych języków malajskich, wykazuje duże różnice na poziomie leksyki i fonologii. Przypuszczalnie w jego powstaniu wziął udział substrat wcześniejszych języków spoza tej grupy.
Zagrożony wymarciem. Jest wypierany przez język malajski.
Został opisany w postaci list słownictwa i opracowania fonologicznego.